# تن‌فروشی کودکان
تن‌فروشی کودکان گونه‌ای از تن‌فروشی است که در آن فرد تن‌فروش پایین‌تر از سن قانونی یا سن بلوغ باشد. در واقع تن‌فروشی کودکان کاری است به قصد بهره‌کشی تجاری از جنسیت کودکان. در قوانین بیشتر کشورها، درخواست تن‌فروشی از کودکان زیر ۱۸ سال یا مجبور کردن آنان به تن‌فروشی جرم محسوب می‌شود؛ حتی اگر سن او بیشتر از سن قانونی برای آمیزش جنسی باشد. در قوانین برخی کشورها، غیرقانونی بودن تن‌فروشی کودکان یکی از موارد غیرقانونی بودن تن‌فروشی به حساب می‌آید.
تن‌فروشی کودکان گاهی به شکل قاچاق جنسی، که در آن یک کودک ربوده شده یا برای ورود به تجارت سکس فریب خورده یا به جهت تأمین نیازهای اولیه خود و خانواده‌اش همچون خوراک و پناه‌گاه، مجبور به انجام "آمیزش جنسی برای بقا" می‌گردد. تن‌فروشی بچه‌ها عموماً با پورنوگرافی کودکان مربوط بوده و گاهی هم‌پوشانی نیز دارد. برخی افراد به کشورهای دیگر سفر می‌کنند تنها به سبب یافتن کودکان برای آمیزش جنسی که آن را زیر عنوان گردشگری جنسی کودکان می‌شناسیم. پژوهش‌ها می‌نمایانند که بیش از ۱۰ میلیون کودک از سراسر جهان در چرخه تن‌فروشی هستند. این مشکل بیش‌تر در آمریکای جنوبی و آسیا فراوانی دارد  و تنها ویژه کشورهای در حال توسعه نیست.
سازمان ملل متحد این عمل را در قوانین میان کشوری، غیرقانونی اعلام نموده‌است. همچنین سازمان‌ها و کمپین‌های بسیاری برای مبارزه با آن در دنیا پدید آمده‌است.

## همه‌گیری

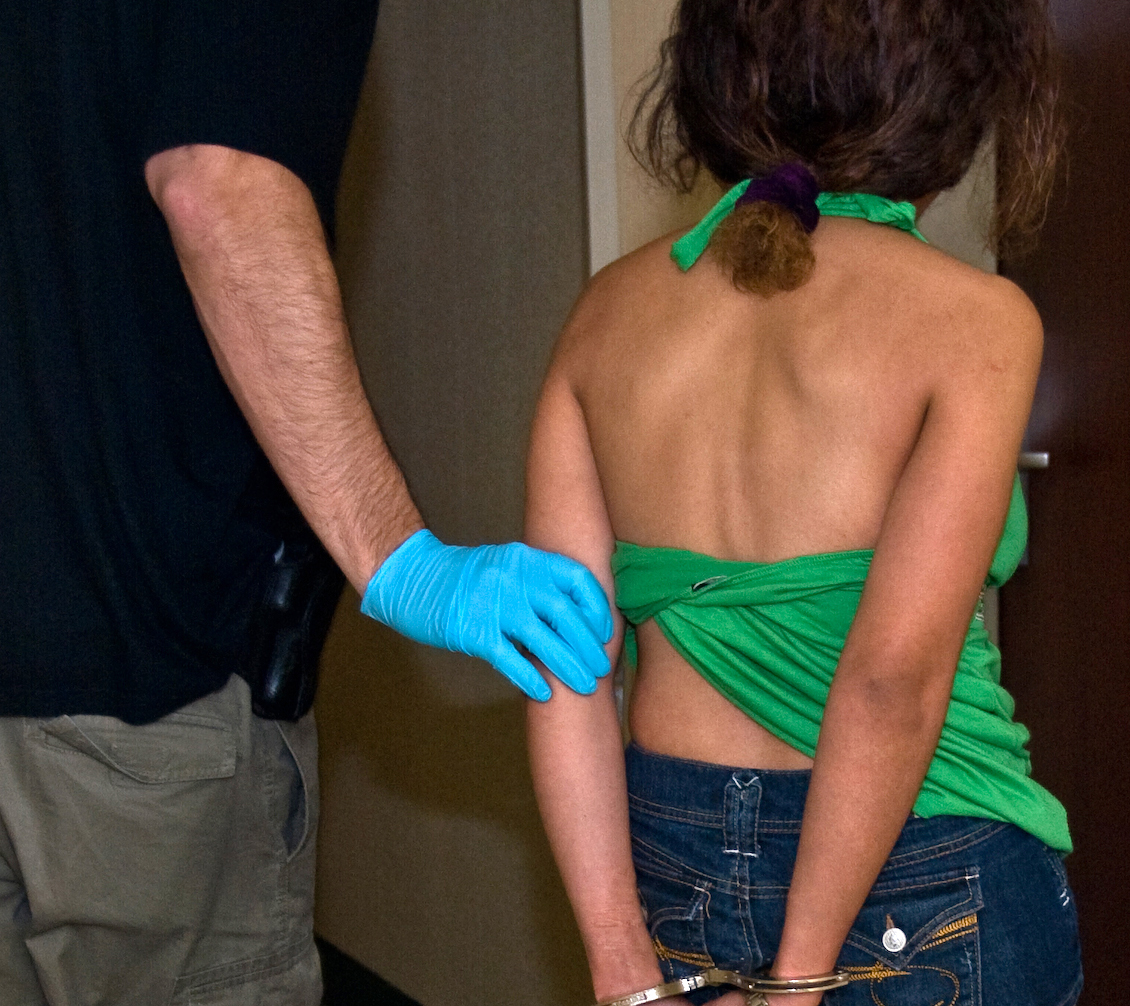
یک مامور اف‌بی‌آی در حال همراهی متهمی است که در جریان "عملیات سراسری ۲" دستگیر شده است. در این عملیات که در اکتبر سال ۲۰۰۸ در ایالات متحده آمریکا صورت پذیرفت، ۱۰۵ کودک از ورود به تن‌فروشی نجات داده شدند.

با وجود آنکه تن‌فروشی کودکان در همه جای گیتی یافت می‌شود اما این مشکل بیش‌تر در آمریکای جنوبی و آسیا فراوانی دارد. شمار کودکان تن‌فروش در برخی مناطق همچون آمریکای شمالی، آفریقا و اروپا رو به افزایش است. نمی‌توان آمار دقیقی از شمار واقعی کودکان تن‌فروش ارائه کرد. اما به تخمینی می‌توان گفت ۱۰ میلیون تن کودک تن‌فروش در جهان وجود دارد.
توجه: این جدول حاوی فهرست کم‌شماری از کشورهایی است که تن‌فروشی کودکان در آن‌ها وجود دارد و شامل همه آن‌ها نمی‌گردد.
| کشور یا منطقه       | شمار کودکان درگیر تن‌فروشی | ملاحظات                                                                                        | منابع         |
| ------------------- | ------------------------- | ---------------------------------------------------------------------------------------------- | ------------- |
| سراسر جهان          | تا ۱۰،۰۰۰،۰۰۰             |                                                                                                | [ ۱ ]         |
| استرالیا            | ۴،۰۰۰                     |                                                                                                | [ ۷ ]         |
| بنگلادش             | ۱۰،۰۰۰ تا ۲۹،۰۰۰          |                                                                                                | [ ۸ ]         |
| برزیل               | ۲۵۰،۰۰۰ تا ۵۰۰،۰۰۰        | برزیل پس از تایلند بیش‌ترین شمار کودکان تن‌فروش را داراست.                                       | [ ۹ ]         |
| کامبوج              | ۳،۰۰۰                     |                                                                                                | [ ۱۰ ] [ ۱۱ ] |
| کانادا              | ۲۰۰،۰۰۰                   |                                                                                                | [ ۱۲ ]        |
| شیلی                | ۳،۷۰۰                     | گفته می‌شود شمار کودکان تن‌فروش در این کشور رو به کاهش است.                                      | [ ۱۳ ]        |
| کلمبیا              | ۳۵،۰۰۰                    | بین ۵،۰۰۰ تا ۱۰،۰۰۰ کودک در خیابان‌های بوگوتا تن‌فروشی می‌کنند.                                   | [ ۱۴ ]        |
| جمهوری دومینیکن     | ۳۰،۰۰۰                    |                                                                                                | [ ۱۵ ]        |
| اکوادور             | ۵،۲۰۰                     |                                                                                                | [ ۱۶ ]        |
| ایران               | ۱۰۰،۰۰۰ تا ۳۰۰۰،۰۰۰       |                                                                                                | [ ۱۷ ]        |
| استونی              | ۱،۲۰۰                     |                                                                                                | [ ۱۸ ]        |
| یونان               | ۲،۹۰۰                     | بیش از ۲۰۰ تن از این کودکان زیر ۱۲ سال سن دارند.                                               | [ ۱۹ ]        |
| مجارستان            | ۵۰۰                       |                                                                                                | [ ۲۰ ]        |
| هند                 | ۱،۲۰۰،۰۰۰                 | در هند ۴۰٪ تن‌فروشان کودک هستند.                                                                | [ ۲۱ ]        |
| اندونزی             | ۴۰،۰۰۰ تا ۷۰،۰۰۰          | بر اساس اعلام یونیسف، ۳۰٪ تن‌فروشان زن در این کشور زیر ۱۸ سال سن دارند.                         | [ ۲۲ ] [ ۲۳ ] |
| مالزی               | ۴۳،۰۰۰ تا ۱۴۲،۰۰۰         |                                                                                                | [ ۲۴ ]        |
| مکزیک               | ۱۶،۰۰۰ تا ۲۰،۰۰۰          | بیش از ۱۳،۰۰۰ کودک خیابانی در مکزیک، یعنی حدود ۹۵٪ کینه یک‌بار با یک بزرگ‌سال همخوابگی نموده‌اند. | [ ۲۵ ]        |
| نپال                | ۲۰۰،۰۰۰                   |                                                                                                | [ ۲۶ ]        |
| نیوزیلند            | ۲۱۰                       |                                                                                                | [ ۲۷ ]        |
| پرو                 | ۵۰۰،۰۰۰                   |                                                                                                | [ ۲۸ ]        |
| فیلیپین             | ۶۰،۰۰۰ تا ۱۰۰،۰۰۰         |                                                                                                | [ ۲۹ ]        |
| سری‌لانکا            | ۴۰،۰۰۰                    | بر اساس اعلام یونیسف، ۳۰٪ تن‌فروشان زن در این کشور زیر ۱۸ سال سن دارند.                         | [ ۳۰ ]        |
| تایوان              | ۱۰۰،۰۰۰                   |                                                                                                | [ ۲۸ ]        |
| تایلند              | ۲۰۰،۰۰۰ تا ۸۰۰،۰۰۰        | مقالهٔ اصلی: تن‌فروشی کودکان در تایلند                                                           | [ ۲۴ ]        |
| ایالات متحده آمریکا | ۱۰۰،۰۰۰ تا ۳۰۰،۰۰۰        |                                                                                                | [ ۳۱ ] [ ۳۲ ] |
| زامبیا              | ۷۰،۰۰۰                    |                                                                                                | [ ۳۳ ]        |